# Gränsfors Bruk

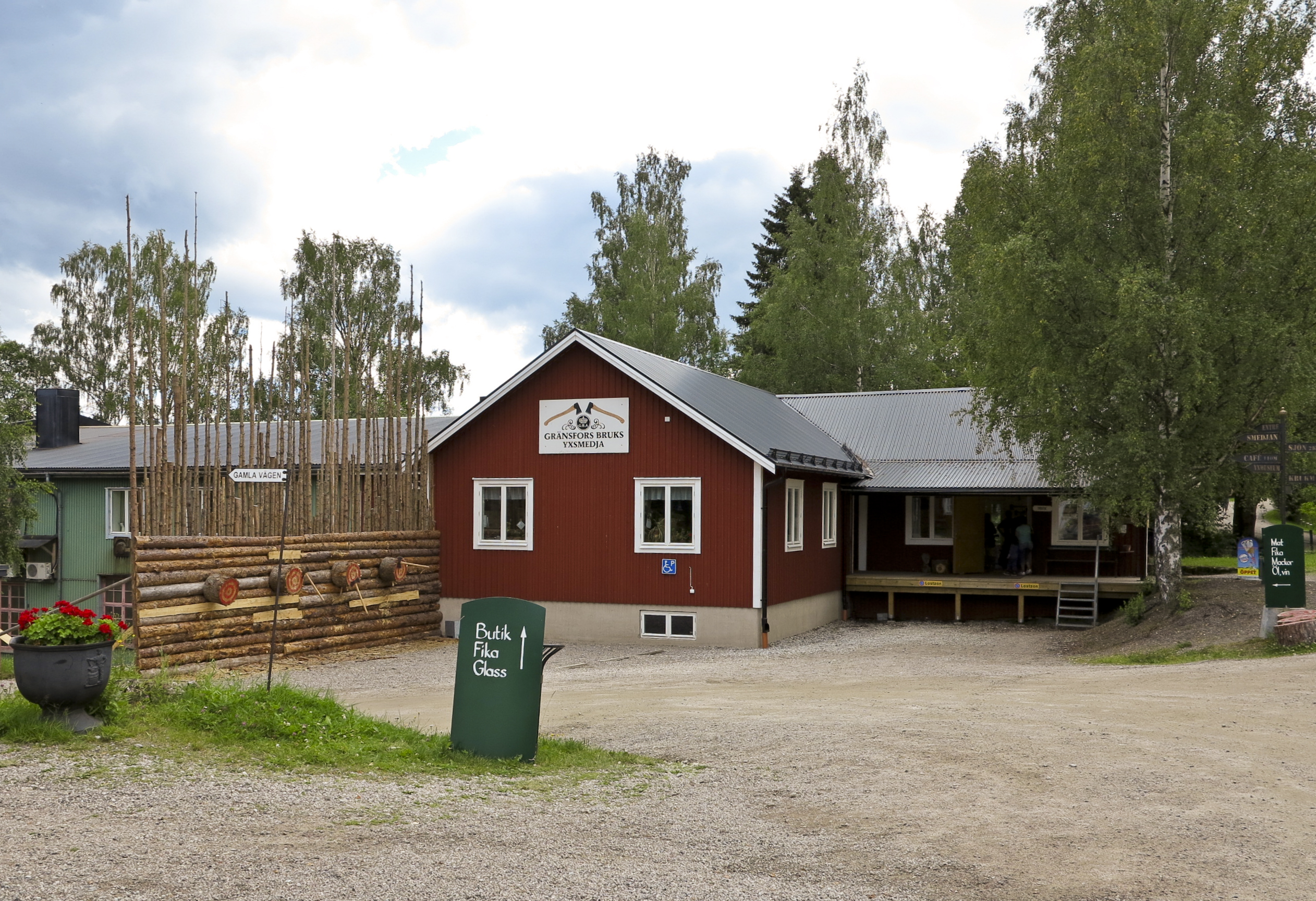
Smederij van Gränsfors Bruk

Gränsfors Bruk is een Zweedse producent van handgereedschappen zoals bijlen.
Het bedrijf is in 1902 opgericht in de Zweedse plaats Gränsfors. Al voor de Tweede Wereldoorlog kwam er een export op gang naar andere landen. Gedurende haar geschiedenis kende het verder verschillende eigenaren. Rond de jaren 1970 kwam het bedrijf in verregaande problemen. Onder meer verdreef de kettingzaag de bijl grotendeels en in de jaren 1980 kwam het tot een faillissement. Na een doorstart onder een nieuwe eigenaar werd de massaproductie verlaten en ingezet op kwaliteit. 
Anno 2017 werken er in totaal zo'n 30 mensen bij Gränsfors Bruk en is het een van de weinige overgebleven fabrikanten in Scandinavië met een eigen smederij en een noemenswaardige productie. Het merendeel van de productie bestaat uit bijlen met daarnaast aanverwante producten zoals dissels en haalmessen. De smederij is iedere werkdag geopend voor het publiek en er is onder meer een museum aan verbonden.